# Wilhelm August Salomo Dietrich
Wilhelm August Salomo Dietrich (* 4. Juli 1811 in Naumburg an der Saale; † 8. Dezember 1866 bei Ullendorf) war ein deutscher Naturforscher.

## Leben
Wilhelm August Salomo Dietrich wurde am 4. Juli 1811 als ältester Sohn des in Zwenkau bei Leipzig tätigen Advokaten Wilhelm August Dietrich (1783–1830) und dessen Frau Sophie Elisabeth, geb. Reichelt († 1823), in Naumburg an der Saale geboren.
Sein jüngerer Bruder, Heinrich August Dietrich, wurde am 16. November 1820 in Zwenkau geboren und verstarb am 9./21. Dezember 1897 (nach julianischem/gregorianischem Kalender) in Tallinn.
Als junger Mann studierte Wilhelm A. S. Dietrich zunächst Medizin, musste dieses Studium aber nach dem Tod seines Vaters aus finanziellen Gründen aufgeben. So absolvierte er eine Apothekenlehre im thüringischen Bürgel. Danach erfolgte eine Anstellung in der Mohrenapotheke in Siebenlehn. In seiner Freizeit organisierte er Exkursionen im nahegelegenen Zellwald mit Professoren, Studenten und Seminarteilnehmern der Forstakademie Tharandt, aber auch mit Hauslehrern und Pfarrern der Umgebung.
Am 25. Januar 1846 erfolgte die Heirat mit Amalie, geborene Nelle. Dietrich gab die Arbeit in der Apotheke auf und widmete sich vollumfänglich der Pflanzenkunde und dem Insektensammeln. Es erfolgte eine Geschäftsgründung zum Herstellen und Verkauf von Herbarien.
Wilhelm Dietrich lehrte seine Frau im Sinne des Linnéschen Systems in der Erstellung der Herbarien, aber auch in der Anfertigung von Tierpräparaten und in Mineralogie und legte damit den Grundstein für ihre spätere Tätigkeit als bedeutende Australienforscherin.
Am 7. März 1848 wurde die Tochter Charitas geboren. Jahre später scheiterte die Ehe mit Amalie; der Kontakt zur Tochter brach ab. Dietrich gab das Geschäft mit den Herbarien auf und verdingte sich bei Baron Wolf Erich von Schönberg (1812–1883) für dessen Kinder Erich Donald von Schönberg (1854–1926) und Erich Saladin von Schönberg (1864–1937) als Hauslehrer im Schloss Herzogswalde.
Am 8. Dezember 1866 wurde er, als zunächst unbekannter Toter, auf einem Weg bei Ullendorf (Sachsen) aufgefunden. Drei Tage später erfolgte die Beisetzung auf dem Friedhof Taubenheim.